# Gammapatia monoklonalna o nieokreślonym znaczeniu
Gammapatia monoklonalna o nieokreślonym znaczeniu (ang. monoclonal gammopathy of undetermined significance, MGUS) – choroba zaliczana do grupy gammapatii monoklonalnych.
W populacji ludzkiej wraz z wiekiem zwiększa się częstość pojawiania się białka M (monoklonalnego). Wśród pięćdziesięciolatków wynosi 2%, wśród siedemdziesięciolatków wzrasta do 3%. Jednocześnie stwierdzono, że po 10-letnim bezobjawowym występowaniu białka M do rozwoju choroby limfoproliferacyjnej dochodzi u 17% osób, natomiast po 25 latach odsetek ten wzrasta do 40%. Bardzo często ulega przekształceniu w szpiczaka mnogiego.

## Klasyfikacja
- MGUS łagodna powodująca nadmierną produkcję immunoglobuliny G, immunoglobuliny A bądź immunoglobuliny D. Rzadziej schorzenie dotyczy nadmiernej produkcji immunoglobuliny M
  - MGUS towarzysząca innym chorobom:
    - nowotworom
    - chorobom tkanki łącznej:
      - reumatoidalne zapalenie stawów
      - toczeń rumieniowaty układowy
      - zapalenie wielomięśniowe

    - nadczynności tarczycy
    - chorobom układu nerwowego
      - stwardnienie rozsiane
      - miastenia
      - choroba Gauchera

    - u biorców przeszczepów narządów lub krwiotwórczych komórek macierzystych
    - w przebiegu lub po przebyciu  zakażeń
      - bakteryjnych (infekcyjne zapalenie wsierdzia)
      - wirusowych (EBV, CMV, HCV, HBV, HIV)

## Objawy
- zaburzenia czucia (bardziej nasilone w IgM MGUS niż IgG i IgA MGUS)
- ataksja (w IgM MGUS)
- zaburzenia przewodnictwa (w IgM MGUS)[1]

## Rozpoznanie
Rozpoznanie MGUS opiera się na stwierdzeniu obecności białka M przy jednoczesnym braku jakichkolwiek zmian narządowych, a zwłaszcza tak zwanych objawów dysfunkcji CRAB charakteryzującej się:
- Calcium – stężenie wapnia  powyżej 10 mg/dl
- Renal dysfunction – stężenie kreatyniny powyżej 2 mg/dl
- Anaemia – niedokrwistość ze stężeniem hemoglobiny poniżej 10 g/dl
- Bones – zmiany w kościach o typie osteolizy lub osteoporozy

Kryteria rozpoznania wg International Myeloma Working Group 2003,2014
- stężenie białka M w surowicy <30 g/l
- odsetek komórek plazmatycznych w szpiku <10%
- brak dowodów na inną chorobę z rozrostem komórek B albo amyloidozy
- brak objawów narządowych/tkankowych powiążanych z gammapatią (CRAB)[2]

## Neuropatologia
Bioptat nerwu wykazuje cechy odcinkowej demielinizacji i remielinizacji, zwyrodnienie aksonu oraz utratę włókien wszystkich typów, może występować naciek zapalny.

## Rokowanie
Stwierdzenie MGUS u pacjenta nie nakazuje konieczności leczenia a jedynie baczną obserwację. Obowiązuje powtarzalne wykonywanie elektroforezy białek surowicy krwi oraz kontrola objawów dysfunkcji CRAB.
Występowanie MGUS jest niezależne od płci i rasy, a krewni chorych nie są obciążeni zwiększonym ryzykiem jej występowania.

## Nazewnictwo
W języku angielskim choroba występuje pod różnymi nazwami. Oprócz Monoclonal Gammopathy of Undetermined Significance spotykane są również nazwy Monoclonal Gammopathy of Uncertain Significance oraz Monoclonal Gammopathy of Unknown Significance. Jednak coraz częściej padają propozycje, aby choroba była klasyfikowana jako MG – Monoclonal Gammopathy.